# Heah Joo Seang
Heah Joo Seang (* 2. November 1899 in Sungei Nibong Kechil, Penang; † 14. Mai 1962 im Brompton Hospital in London) war ein malaysischer Unternehmer, Politiker und Funktionär.

## Karriere
Heah Joo Seang war 1931 Managing Partner von Hin Giap, einem der größten Gummiexporteure von Penang. Später war er unter anderem Chairman bei Amalgamated Amusements (1932–1937), Chairman bei Lam Seng Cheong (Ipoh), Chairman bei Synn Cheong and Company (Taiping), Direktor der Khiam Seng Trading Company (Ipoh) und Direktor der Kim Hin Company. Des Weiteren war er in zahlreichen öffentlichen Funktionen aktiv, zum Beispiel im Chinese Advisory Board in Penang (1931), als Municipal Commissioner in Georgetown (1931–1932), Editor des Malayan Chinese Review (1931–1933), Präsident der Old Xaverians' Association, Honorary Secretary des Penang Chinese Unemployed Relief Fund, Präsident des Penang Rubber Exchange, Präsident der Overseas Chinese Association (1940er), Präsident der Straits Chinese British Association (SCBA), Chairman der Penang People’s Education Association, Chairman der Phor Tay Institution, im Federation Industrial Court, im Rubber Study Group Committee, im Malayan Rubber Export Registration Board, als Präsident des Penang Chinese Swimming Club (1953) und als Präsident der Malayan Badminton Association (1949 sowie 1954 bis 1959). Als Politiker leitete er über einen Zeitraum von 15 Jahren drei Parteien (Independence of Malaya Party, Party Negara und Penang MCA).